# Davide Leikauf
Davide Leikauf (* 18. Februar 1990) ist ein deutsch-italienischer ehemaliger Fußballspieler. Für den Wuppertaler SV spielte er unter anderem in der 3. Profi-Liga und Fußball-Regionalliga.

## Karriere
Leikauf spielte in seiner Jugend für die Sportfreunde Wichlinghausen, den ASV Wuppertal und Bayer 04 Leverkusen, bevor er zum Wuppertaler SV wechselte. Bei den Wuppertalern bestritt er in der Saison 2009/10 sieben Drittligaspiele. Nach dem Abstieg der Wuppertaler 2010 ging er zur zweiten Mannschaft von Fortuna Düsseldorf. Nach einem Jahr kehrte er nach Wuppertal zurück. Dort war er in der Saison 2012/13 Stammspieler in der zweiten Mannschaft und bestritt außerdem zwei Regionalligaspiele für die Erstvertretung. Zur folgenden Saison 2013/14 rückte er in den Kader der ersten Mannschaft auf, die in die Oberliga abgestiegen war. In der Saison 2015/16 wurde er mit dem WSV Meister und stieg wieder in die Regionalliga West auf.
In der Winterpause 2017/18 wechselte Leikauf zum Landesligisten Cronenberger SC. Mit dem Aufstieg in die Oberliga beendete er nach der Saison 2018/19 seine Spielerlaufbahn.